# Basileios Peteinos
Basileios Peteinos (mittelgriechisch Βασίλειος Πετεινός; † nach März 961 auf Prokonnisos) war ein byzantinischer Aristokrat und Verschwörer gegen Kaiser Romanos II.

## Leben
Basileios Peteinos war ein Jugendfreund Konstantins VII., den er 944/945 im Machtkampf gegen seine Schwäger Stephanos und Konstantin Lakapenos unterstützte. Zum Dank für seine Loyalität wurde er mit den hohen Würden eines Patrikios und Magistros ausgezeichnet. Im März 961 war Basileios der Kopf einer groß angelegten Verschwörung gegen Konstantins Sohn und Nachfolger Romanos II., an der laut Skylitzes mehrere hohe Würdenträger beteiligt waren. Die Rebellen planten, den Kaiser am Tag der Wagenrennen in Konstantinopel zu überfallen und Basileios im Hippodrom zum Basileus auszurufen. Das Komplott wurde jedoch einen Tag vor dem Termin vom Mitverschwörer Johannikios verraten. Der kaiserliche Hofvorsteher Joseph Bringas ließ Basileios festnehmen, öffentlich durch die Stadt führen, zum Mönch scheren und auf die Insel Prokonnisos im Marmarameer verbannen, wo er in geistiger Umnachtung starb. Die übrigen Verschwörer wurden gefoltert und ebenfalls verbannt, von Romanos II. aber wenig später begnadigt. 